# Bergeronnette du Japon
Motacilla grandis
Espèce
Statut de conservation UICN

 LC  : Préoccupation mineure
La Bergeronnette du Japon (Motacilla grandis) est une espèce d'oiseau de la famille des Motacillidae.

## Répartition
Comme son nom l'indique, cette espèce vit au Japon mais aussi en Corée du Sud. Elle est occasionnelle dans l'est de la Chine et à Taïwan.